# Serafina Cuomo
Pour les articles homonymes, voir Cuomo.
Serafina Cuomo (née le 21 mai 1966) est une historienne des mathématiques et historienne des sciences italienne. 

## Formation
Serafina Cuomo a étudié la philosophie à l'université de Naples et a obtenu son doctorat en histoire et philosophie de l'université de Cambridge. Elle était à l'Imperial College et est une lectrice en histoire romaine au Birkbeck, université de Londres. 
Cuomo s'intéresse à l'histoire des mathématiques antiques, y compris dans la Rome antique et chez Pappus d'Alexandrie, et à l'histoire de la technologie antique. Elle s'est également occupée de la balistique chez Niccolò Tartaglia.  

## Publications
- Ancient Mathematics, Routledge 2001.
- Technology and Culture in Greek and Roman Antiquity, Cambridge University Press 2007.
- Pappus of Alexandria and the Mathematics of Late Antiquity, Cambridge University Press 2000.
- Ancient written sources for engineering and technology, dans P. Oleson (éd. ) Oxford Handbook of Engineering and Technology in the Classical World, Oxford 2007.

### Articles
- (en) Serafina Cuomo, « Exploring ancient Greek and Roman numeracy », Bulletin of the British Society for the History of Mathematics, vol. 27, no 1,‎ mars 2012, p. 1-12 (DOI 10.1080/17498430.2012.618101)
- (en) Serafina Cuomo, « S. Johnstone A History of Trust in Ancient Greece. Chicago: The University of Chicago Press, (2011). Pp. xi + 242. $50. 978022640509 », The Journal of Hellenic Studies, vol. 134,‎ 2014, p. 201-202 (DOI 10.1017/S0075426914001888)
- (en) Serafina Cuomo, « (L.) Russo The Forgotten Revolution. How Science was Born in 300 BC and Why it had to be Reborn, trans. Silvio Levy. Berlin, Heidelberg and New York: Springer Verlag, 2004. (Revised English edn of La rivoluzione dimenticata (Milan: Feltrinelli, 1996) », The Journal of Hellenic Studies, vol. 125,‎ novembre 2005, p. 194-195 (DOI 10.1017/S0075426900007485)
- (en) Serafina Cuomo, « New work on mathematics, measurement and societyIain Morley & Colin Renfew (ed.). The archaeology of measurement: comprehending Heaven, Earth and Time in ancient societies. xvii+267 pages, 129 illustrations, 23 tables. 2010. Cambridge: Cambridge Univ », Antiquity, vol. 85, no 328,‎ juin 2011, p. 662-664 (DOI 10.1017/S0003598X00068071)
- (en) Serafina Cuomo, « (G.) Argoud and (J.-Y.) Guillaumin Eds. Sciences exactes et sciences appiiquées à Alexandrie. (Actes du Colloque International de Saint-Etienne, Centre Jean-Palerne, 6–8 juin 1996.) Saint-Etienne: Publications de l'Université de Saint-Etienne, 1 », The Journal of Hellenic Studies, vol. 120,‎ novembre 2000, p. 178-179 (DOI 10.2307/632523, lire en ligne)
- (en) Serafina Cuomo, « Beyond the ivory tower. The sinews of war: ancient catapults », Science, vol. 303, no 5659,‎ 1er février 2004, p. 771-772 (DOI 10.1126/SCIENCE.1091066, lire en ligne)
- (en) Serafina Cuomo, « A Roman Engineer's Tales », The Journal of Roman Studies, vol. 101,‎ 30 juin 2011, p. 143-165 (DOI 10.1017/S0075435811000098)

### Autres médias
- In Our Time sur BBC Radio 4, Euclid's Elements, avril 2016. Serafina Cuomo participe au panel d'experts avec Marcus du Sautoy et June Barrow-Green.